# 任洪斌
任洪斌（1963年4月23日—），男，汉族，吉林双辽人。1985年6月加入中国共产党，1986年7月参加工作。畢業於北京农业工程大学农机专业，大学本科学历，博士学位，教授级高级工程师。中国共产党第十八届、十九届中央候补委员，第十一届全国政协委员。曾任中国机械工业集团董事长、国务院国有资产监督管理委员会副主任，现任中央纪委国家监委驻审计署纪检监察组组长。

## 生平
任洪斌是中国共产党第十六大、十七大、十八大、十九大代表，兼任中央企业青联副主席、中国青年企业家协会常务理事、中國人民政治協商會議第十一屆全國委員會委員、中华全国青年联合会常委、中国机械工业联合会副会长、中国机械工业企业管理协会副理事长、中国农业机械协会副会长、中国对外工程承包商会副会长、中国机电产品进出口商会常务理事、中国人民外交学会理事、中国机械工程学会高级会员、中国农业大学兼职教授（硕士生导师）、湖南大学岳麓金融与证券研究院战略委员会委员。
在1987年委任中国工程与农业机械进出口总公司管理層，历任中国工程与农业机械进出口总公司业务员、销售经理、驻孟加拉代表处总代表、出口五部总经理兼北京华隆进出口公司总经理、总经理助理兼成套工程出口部总经理、党委副书记兼纪委书记、副总经理、总经理、总经理兼党委书记等职务。
2001年8月，國有企業改革，任中国机械工业集团有限公司总经理、党委副书记。2001年10月，任中国机械工业集团公司总经理、党委副书记。2004年12月，任中国机械工业集团公司总经理、党委书记。2007年12月，任中国机械工业集团公司董事长、党委副书记。2013年10月，任中国机械工业集团有限公司董事长、党委副书记。2017年10月，中国共产党第十九次全国代表大会上当选中国共产党第十九届中央委员会候补委员。
2018年12月，任国务院国有资产监督管理委员会副主任。2022年6月，转任中央纪委国家监委驻审计署纪检监察组组长、审计署党组成员。

## 相關連結
- 任洪斌：国机大片总导演　新浪網 （页面存档备份，存于）
- 訪中國機械工業集團董事長任洪斌 新華網 （页面存档备份，存于）
- 封面文章：“少帅”任洪斌 重塑“国机” 搜狐財經 （页面存档备份，存于）
- 任洪斌:“第一单”只是闪亮的一点 中国证券报 （页面存档备份，存于）
- 致力建设装备业航母 --访国机董事长任洪斌 装备网 （页面存档备份，存于）